# Passerell alpí
El passerell alpí (Acanthis cabaret) és un ocell de la família dels fringíl·lids (Fringillidae).

## Hàbitat i distribució
Habita els boscos oberts europeus, des de la Gran Bretanya fins les muntanyes d'Europa Central.

## Taxonomia
Considerat una subespècie del passerell gorjanegre (Acanthis flammea) per alguns autors ha estat ubicat a la seua pròpia espècie arran treballs com el de Mason et Taylor 2015.